# Palazzo Foscarini (Dorsoduro)

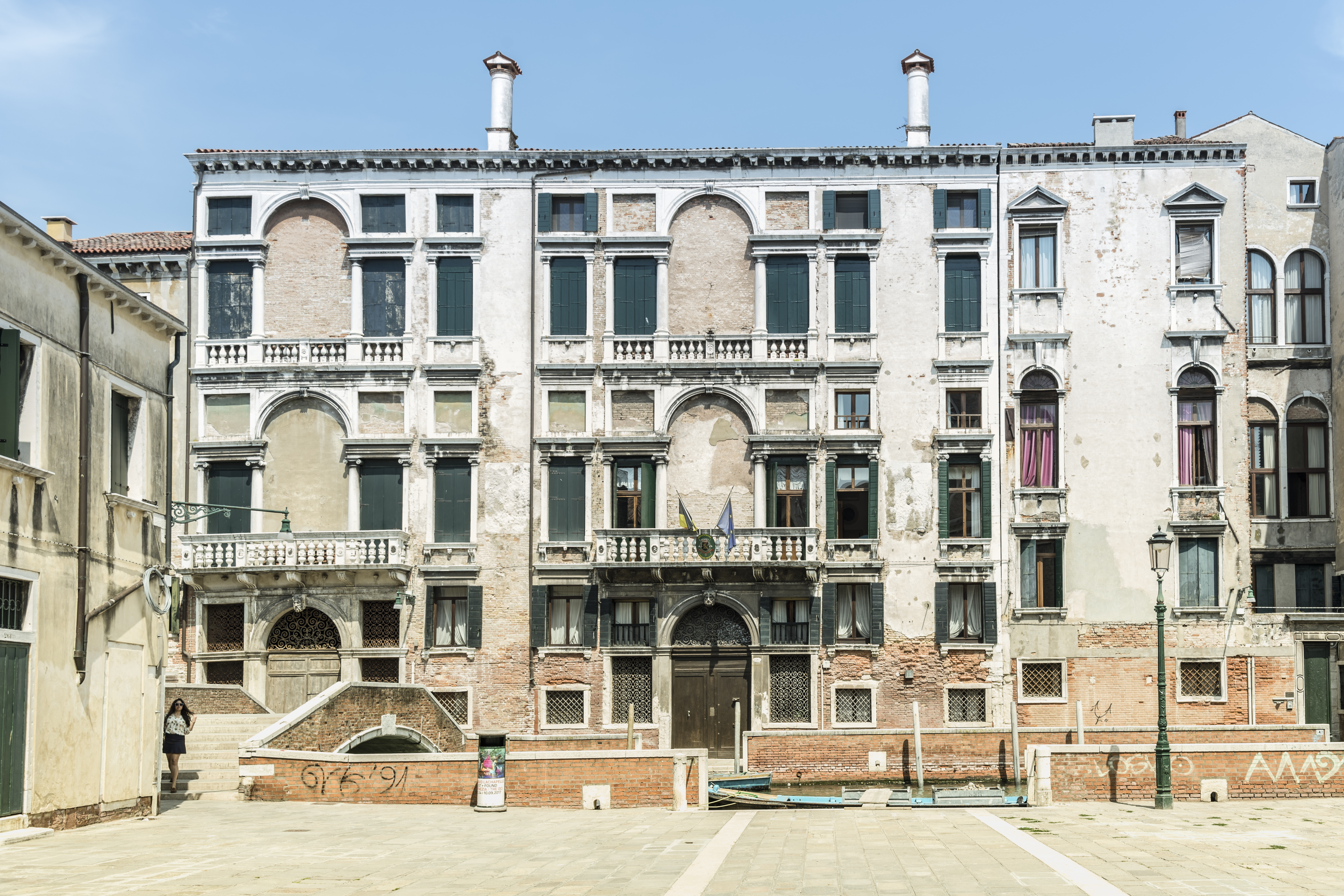
Palazzo Foscarini

Palazzo Foscarini, auch Palazzo Foscarini ai Carmini, ist ein Palast in Venedig in der italienischen Region Venetien. Er liegt im Sestiere Dorsoduro anschließend an den Palazzo Vendramin und gegenüber der Kirche Santa Maria dei Carmini. In der Nähe liegt die Ca’ Zenobio degli Armeni.

## Geschichte
Die Wohnstatt der Foscarini ai Carmini wurde im 16. Jahrhundert erbaut und beherbergte diesen Zweig der Familie bis zu ihrem Aussterben. Dann fiel das Anwesen an die Foscarini a San Stae.
Das Renaissancegebäude wurde im 18. Jahrhundert erweitert, und zwar im Auftrag des bekanntesten Familienmitgliedes, dem Dogen Marco Foscarini, einem kulturinteressierten Mann, der bei dieser Gelegenheit im Garten einen kleinen Palast einrichten ließ, der seine Bibliothek beherbergte.
Anfang des 20. Jahrhunderts wurde ein Teil des weitläufigen Parks des Palastes durch Wohnhäuser und vom Palazzo Malcanton Marcorà (einem der Sitze der Università Ca' Foscari di Venezia), was die ursprüngliche Struktur gefährdete.
Heute ist der Palazzo Foscarini wieder in Privatbesitz und einige seiner Teile sind der venezianische Sitz des Konsulates des Königreiches Belgien. Der Erhaltungszustand des Palastes ist nicht besonders gut.

## Beschreibung
Der Palazzo Foscarini ist ein Gebäudeensemble in L-Form mit einer Fassade gegenüber der der Kirche Santa Maria dei Carmini auf den Rio di Santa Margherita hinaus und zum Campo dei Carmini auf der anderen Seite des Ponte Foscarini. Das Hauptgebäude aus dem 16. Jahrhundert wurde in der ersten Hälfte des 19. Jahrhunderts erweitert, wobei das benachbarte Gebäude und das rechtwinklig gegenüberliegende auf die Calle dei Ragusei schauende in den älteren Gebäudekörper integriert wurde. Das benachbarte Gebäude war früher ein Karmelitenkloster, das um ein Geschoss aufgestockt wurde.
Die Hauptfassade besteht aus drei Teilen, zwei gleichartige auf der rechten Seite und eine auf der linken Seite. Die beiden gleichartigen Blocks sind durch zwei Reihen venezianischer Fenster in den Hauptgeschossen gekennzeichnet, die von rechteckigen Einzelfenstern flankiert sind. Über diesen Fenstern sind jeweils quadratische Öffnungen angeordnet, die alle mit steinernen Rahmen versehen sind. Die venezianischen Fenster sind alle mit Balustern bestückt, die nur im ersten Obergeschoss vorspringen. Die Säulen im ersten Obergeschoss sind ionisch, während die im zweiten Obergeschoss dorisch sind. Die venezianischen Fenster zeigen sich zur Unterstützung in gemauerten Bögen, eine Anordnung, die man Ende des 17. Jahrhunderts für nötig befand. Darüber hinaus ist das Gebäude mit einer gezahnten Dachtraufe bekrönt.
In den Innenräumen, die sich über sechs Geschosse (drei Vollgeschosse und drei Mezzaningeschosse) verteilen, sind im ersten Hauptgeschoss bemerkenswerte Fresken aus dem 17. Jahrhundert erhalten. Man findet dort auch Reste von Stuck aus derselben Zeit.
Die Innenfassade öffnet sich einem großen Garten, in dem einst Empfänge stattfanden und in dem die wichtige Biblioteca Foscarini untergebracht war, deren Struktur noch auf der Nordseite des Gartens sichtbar ist. Es handelt sich um ein kleines, klassizistisches Gebäude mit einer durch behauene Elemente und hohe Säulen verzierten Fassade. Dies war die Privatbibliothek des Dogen Marco Foscarini.